# Hylopezus ochroleucus
El tororoí teguá (Hylopezus ochroleucus), también denominado chululú de cejas blancas, es una especie de ave paseriforme de la familia Grallariidae, anteriormente incluida en Formicariidae. Es endémica de Brasil.

## Distribución y hábitat
Se distribuye por el interior del este de Brasil, localmente en el oeste y sur de Ceará, Piauí, oeste de Pernambuco, Bahía y extremo norte de Minas Gerais.
Es poco común y local en el suelo o cerca de él, en matorrales y bosques de caatinga, entre 500 y 1000 m s. n. m. de altitud.

## Sistemática

### Descripción original
La especie H. ochroleucus fue descrita por primera vez por el naturalista alemán Maximilian zu Wied-Neuwied en 1831 bajo el nombre científico Myioturdus ochroleucus; localidad tipo «Arraial da Conquista, sur de Bahía, Brasil».

### Taxonomía
Por muchos años fue inexplicablemente considerada conespecífica con Cryptopezus nattereri, pero presenta diferencias marcantes en vocalización, plumaje, hábitat y distribución. Es monotípica.